# Adolf Born
Pour les articles homonymes, voir Born.

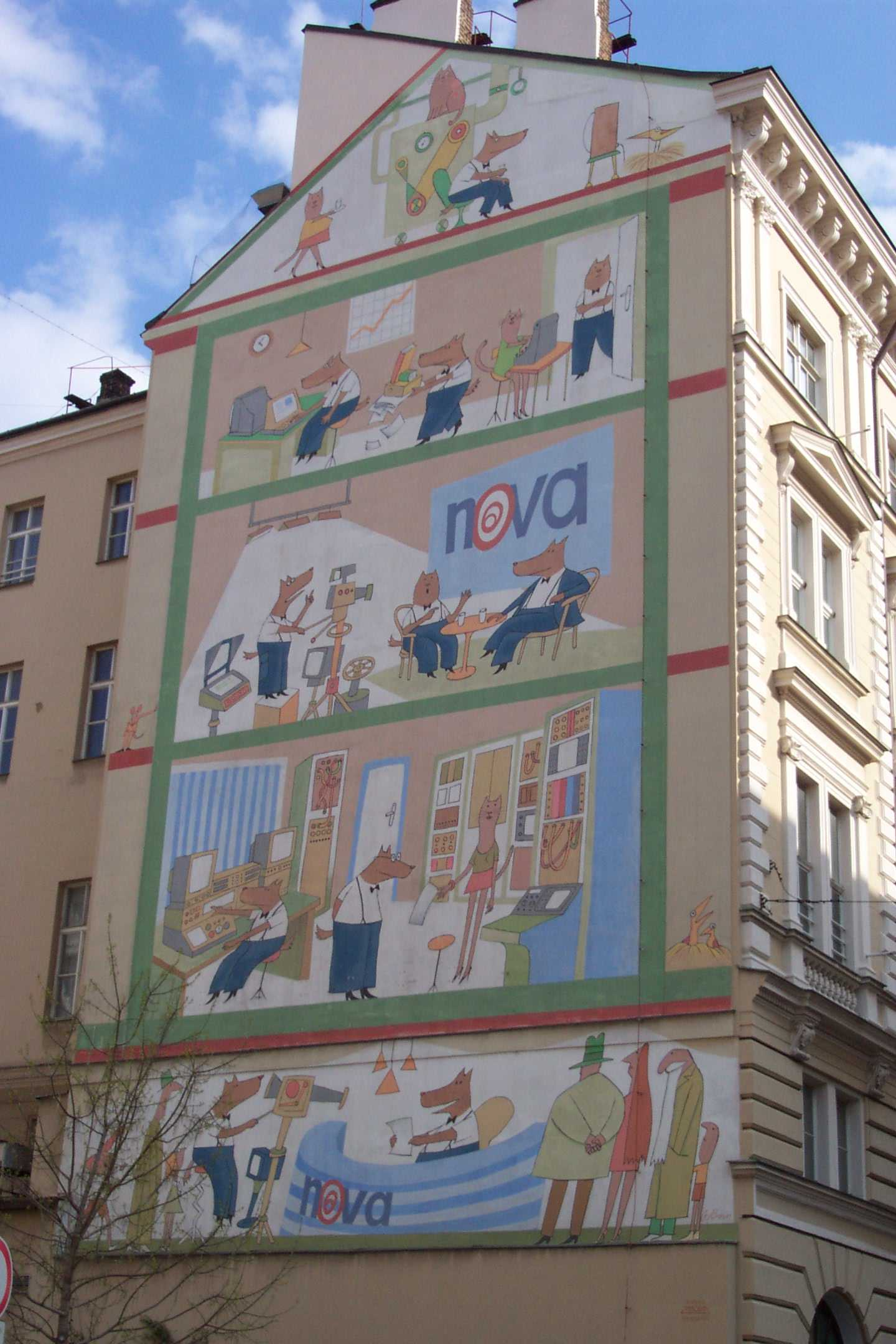
Peinture murale d'Adolf Born décrivant la vie de l'ancien siège de la TV Nova à Prague.

Adolf Born, né le 12 juin 1930 à České Velenice (Tchécoslovaquie) et mort le 22 mai 2016 à Prague (République tchèque), est un graphiste, peintre, caricaturiste, animateur, réalisateur de films d'animation et illustrateur de livres tchèques.

## Biographie
De 1949 à 1950, il a étudié à la faculté de pédagogie de l'université Charles de Prague. En 1950-1955, il étudie à l'Académie des arts, de l'architecture et du design de Prague. Adolf Born était l'élève du professeur Antonín Pelc à cette école. Immédiatement après l'obtention de son diplôme, il a commencé à se consacrer au dessin animé.
À son crédit, Adolf Born compte plus de 250 livres illustrés et plus de 60 films d'animation. Parmi les films d'animation les plus célèbres, il y a sans aucun doute les séries Mach et Šebestová. Ses œuvres illustrées incluent Robinson Crusoé de Daniel Defoe, les histoires d'Arthur Conan Doyle, Astrid Lindgren de Fifi Brindacier et « Le Livre de la jungle » de Kipling.
Adolf Born est décédé le 22 mai 2016 à l'âge de 85 ans.
Un timbre est émis en son honneur le 20 janvier 2019 par les postes de la République tchèque.

## Filmographie partielle

### Comme réalisateur
- 1972 : Co kdyby...?
- 1973 : Ze života ptáků
- 1975 : Hugo a Bobo
- 1975 : Nesmysl
- 1976 : O utrženém sluchátku
- 1976 : Cirkulace
- 1977 : Ze života dětí
- 1977 : Školní výlet
- 1977 : Člověk neandrtálský
- 1978 : Zoologická zahrada
- 1978 : Kropáček má angínu
- 1979 : Přírodní zákony
- 1979 : Piráti
- 1980 : Vzorné chování
- 1980 : Policejní pes
- 1981 : Obět pro kamaráda
- 1981 : Mindrák
- 1982 : Páni tvorstva
- 1983 : Ukradené sluchátko
- 1983 : Jak Mach a Šebestová hlídali dítě
- 1984 : Imago
- 1985 : O Matyldě s náhradní hlavou
- 1985 : Mach a Šebestová k tabuli!
- 1988 : Žofka a spol (série télévisée)
- 1989 : O chlapečkovi, který se stal kredencí
- 1990 : O vodovodu, který zpíval v opeře

### Divers
- Comment noyer le Docteur Mracek ou la fin des ondins en Bohême : générique animé.

## Prix et distinctions
- 1979 :  Pomme d'Or de Bratislava à la  Biennale d'illustration de Bratislava (BIB)[1] pour ses illustrations de l'album jeunesse Akadémia pána Machuľu (texte de Jan Brzechwa)
- 2008 :  Sélection pour le Prix Hans-Christian-Andersen[2], catégorie Illustration